# 뽀뽀뽀 좋아좋아
《뽀뽀뽀 좋아좋아》는 대한민국의 문화방송의 매주 월요일 ~ 화요일 MBC TV에서 방송된 유아 교육 프로그램으로, 한국방송공사의 TV유치원, 한국교육방송공사의 딩동댕 유치원과 더불어 3대 어린이 프로그램 트로이카로 군림했던 《뽀뽀뽀》의 후속작이다.

## 방송 일정
| 방송 채널 | 방송 기간               | 방송 시간                                      | 방송 분량 |
| --------- | ----------------------- | ---------------------------------------------- | --------- |
| MBC TV    | 2021년 8월 9일~9월 14일 | 매주 월요일 ~ 화요일 오후 12시 50분 ~ 1시 20분 | 30분      |
| MBC TV    | 2021년 9월 27일~ 현재   | 매주 월요일 ~ 화요일 오후 3시 20분 ~ 3시 50분  | 30분      |

## 역대 뽀미언니
| 역대 | 이름   | 기간                  | 직업 | 비고 |
| ---- | ------ | --------------------- | ---- | ---- |
| 26대 | 이서영 | 2021년 8월 9일 ~ 현재 | 배우 |      |

## 타이틀 변천사
| 기수 | 타이틀             | 방송 기간                         |
| ---- | ------------------ | --------------------------------- |
| 1기  | 뽀뽀뽀             | 1981년 5월 25일 ~ 2007년 4월 4일  |
| 2기  | 뽀뽀뽀 아이 조아   | 2007년 4월 9일 ~ 2013년 8월 7일   |
| 3기  | 뽀뽀뽀 모두야 놀자 | 2018년 4월 2일 ~ 2020년 1월 6일   |
| 4기  | 뽀뽀뽀 친구친구    | 2020년 7월 13일 ~ 2021년 6월 22일 |
| 5기  | 뽀뽀뽀 좋아좋아    | 2021년 8월 9일 ~ 현재             |

## 결방

### 2025년
- 1월 27일 ~ 1월 28일 : 설날연휴로 인한 결방
- 6월 3일 : 2025대통령선거 투표방송 으로 인한 결방
- 8월 5일 : 뽀뽀뽀 스폐셜 편성으로 인한 결방